# François Var
Pour les articles homonymes, voir Var.
François Var, né le 26 février 1888 à Ussel (Corrèze), mort le 15 juillet 1972 à Ussel, était un avocat et un homme politique français qui a été député SFIO de la troisième circonscription de la Corrèze pendant les deux premières législatures de la Cinquième République.

## Biographie
Il est conseiller général de 1931 à 1967 et maire d'Ussel de décembre 1934 à mars 1965, y compris donc sous le régime de Vichy, période pendant laquelle il reçoit officiellement le maréchal Pétain, ce qui lui vaut une sanction de son parti à la Libération.
Son successeur à la mairie d'Ussel est le gaulliste Henri Belcour, devenu député de cette circonscription en 1967 comme suppléant de Jacques Chirac à l'Assemblée nationale.